# Freddy Ogangan
Frederick Counsellor Ogangan (Abuya, Nigeria; 30 de abril de 1993) conocido deportivamente como Ogangan es un futbolista nigeriano y nacionalizado mexicano. Juega como Delantero y su último equipo fue el L.A. Firpo de la Liga Pepsi.

## Trayectoria
Ogangan se formó en las divisiones juveniles del Apapa Golden Stars FC de Abuya, donde destacó como goleador en las categorías inferiores del club. Su primera experiencia internacional fue en el fútbol griego, donde militó en dos equipos de la tercera división: el Orfeas Eleftheroupoli (2010-2011) y el Odysseas Kordelio (2011-2012). 
Posteriormente, tuvo un breve paso por España, integrando la plantilla del Atlético Malacitana. Tras su etapa europea, retornó a su país natal para incorporarse al Wikki Tourists FC, equipo participante de la Nigeria Professional Football League (NPFL).
En 2013 llegó a México y militó en diversos equipos como los Delfines Fútbol Club, Tampico Madero, Chapulineros de Oaxaca y Tiburones Rojos.
Su llegada al fútbol salvadoreño se produjo en 2016, cuando fue contratado por el Municipal Limeño de la Primera División de El Salvador, con los mantequeros marcó 13 goles en 43 partidos oficiales. Posteriormente, continuó su carrera en la liga salvadoreña defendiendo los colores del Jocoro Fútbol Club, también vistió los colores del Independiente Fútbol Club y Luis Ángel Firpo.

## Estadísticas
| Club                   | País        | Año       |
| ---------------------- | ----------- | --------- |
| Apapa Golden Star FC   | Nigeria     | 2008-2010 |
| Orfeas Eleftheroupoli  | Grecia      | 2010-2011 |
| Odysseas Kordelio      | Grecia      | 2011-2012 |
| Atlético Malacitana    | España      | 2012-2013 |
| Wikki Tourists FC      | Nigeria     | 2012-2013 |
| Delfines FC            | México      | 2013-2014 |
| Tampico Madero         | México      | 2014-2015 |
| Chapulineros de Oaxaca | México      | 2015-2016 |
| Tiburones Rojos        | México      | 2016-2017 |
| Municipal Limeño       | El Salvador | 2017-2018 |
| Jocoro FC              | El Salvador | 2018-2019 |
| Independiente FC       | El Salvador | 2019-2020 |
| Luis Ángel Firpo       | El Salvador | 2020-2021 |